# Liste der IC-Objekte von 3501 bis 4000
Die nachfolgende Tabelle enthält eine Auswahl von IC-Objekten im Bereich der Objekte von 3501 bis 4000, zu denen teilweise ausführliche Artikel bestehen.
Alle Angaben sind für das Äquinoktium J2000.0 angegeben.
Teillisten:
1–500 |
501–1000 |
1001–1500 |
1501–2000 |
2001–2500 |
2501–3000 |
3001–3500 |
3501–4000 |
4001–4500 |
4501–5000 |
5001–5386

## Nr. 3501 bis 3600
| IC   | Aliasname         | Objekttyp | Stb. | Winkel        | mag  | Rektasz.      | Dekl.        | Entf. Lj. |
| ---- | ----------------- | --------- | ---- | ------------- | ---- | ------------- | ------------ | --------- |
| 3545 | NGC 4555          | EllG      | Com  | 1,9′ × 1,6′   | 9,7  | 12h 35m 41,2s | +26° 31′ 23″ |           |
| 3568 | Lemon-Slice-Nebel | PlNb      | Cam  | 0,17′ × 0,17′ | 11,1 | 12h 33m 06,9s | +82° 33′ 49″ |           |
| 3569 | NGC 4561          | BaSpiG    | Com  |               | 12,5 | 12h 36m 08,1s | +19° 19′ 18″ |           |
| 3588 | NGC 4571          | SpiG      | Com  | 3,6′ × 3,2′   | 11,8 | 12h 36m 56,4s | +14° 13′ 02″ |           |
| 3600 | Haro 30           | Gal.      | Com  |               |      | 12h 37m 41,1s | +27° 07′ 46″ | 215 Mio.  |

## Nr. 3601 bis 3700
| IC   | Aliasname        | Objekttyp | Stb.     | Winkel        | mag      | Rektasz.      | Dekl.        | Entf. Lj.  |          |
| ---- | ---------------- | --------- | -------- | ------------- | -------- | ------------- | ------------ | ---------- | -------- |
| 3625 |                  | SpiG      | Vir      | 0,75′ × 0,55′ | 14,4     | 12h 39m 33,2s | +10° 58′ 04″ | 1.045 Mio. |          |
| 3651 |                  | LenG      | Com      | 1,2′ × 1,2′   | 13,3     | 12h 40m 52,8s | +26° 43′ 43″ | 220 Mio.   |          |
| 3667 | NGC 4618, Arp 23 | BaSpiG    | CVn      | 4,2′ × 3,4′   | 10,6     | 12h 41m 32,9s | +41° 09′ 03″ | 31 Mio.    |          |
| 3672 | = IC 809         | = IC 809  | = IC 809 | = IC 809      | = IC 809 | = IC 809      | = IC 809     | = IC 809   | = IC 809 |
| 3675 | NGC 4625         | BaSpiG    | CVn      | 1,3′ × 1,2′   | 12,3     | 12h 41m 52,7s | +41° 16′ 26″ | 31 Mio.    |          |
| 3687 |                  | IrrG      | CVn      | 3,4′ × 3,0′   | 13,5     | 12h 42m 15,1s | +38° 30′ 13″ | 16 Mio.    |          |
| 3688 | NGC 4633         | BaSpiG    | Com      | 2,0′ × 0,9′   | 13,3     | 12h 42m 37,1s | +14° 21′ 20″ | 60 Mio.    |          |

## Nr. 3701 bis 3800
| IC   | Aliasname | Objekttyp | Stb.     | Winkel      | mag      | Rektasz.      | Dekl.        | Entf. Lj. |          |
| ---- | --------- | --------- | -------- | ----------- | -------- | ------------- | ------------ | --------- | -------- |
| 3708 | NGC 4654  | Gal.      | Vir      | 5,0′ × 2,8′ | 10,4     | 12h 43m 56,6s | +13° 07′ 35″ | 52 Mio.   |          |
| 3764 | = IC 817  | = IC 817  | = IC 817 | = IC 817    | = IC 817 | = IC 817      | = IC 817     | = IC 817  | = IC 817 |
| 3791 | NGC 4695  | BaSpiG    | UMa      | 1,0′ × 0,7′ | 13,5     | 12h 47m 32,0s | +54° 22′ 29″ |           |          |

## Nr. 3801 bis 3900
| IC   | Aliasname | Objekttyp | Stb. | Winkel        | mag  | Rektasz.      | Dekl.        | Entf. Lj. |
| ---- | --------- | --------- | ---- | ------------- | ---- | ------------- | ------------ | --------- |
| 3804 | NGC 4711  | BaSpiG    | CVn  | 1,3′ × 0,8′   | 13,5 | 12h 48m 45,8s | +35° 19′ 58″ |           |
| 3806 |           | SpiG      | Com  | 1,9′ × 0,65′  | 13,6 | 12h 48m 55,4s | +14° 54′ 26″ | 65 Mio.   |
| 3833 | NGC 4722  | LenG      | Crv  | 1,8′ × 0,7′   | 12,8 | 12h 51m 32,3s | −13° 19′ 48″ | 55 Mio.   |
| 3834 |           | SpiG      | Crv  | 0,8′ × 0,4′   | 13,7 | 12h 51m 32,3s | −14° 13′ 15″ |           |
| 3900 |           | LenG      | Com  | 0,95′ × 0,55′ | 14,0 | 12h 55m 41,2s | +27° 15′ 05″ | 330 Mio.  |

## Nr. 3901 bis 4000
| IC   | Aliasname | Objekttyp | Stb. | Winkel      | mag  | Rektasz.      | Dekl.        | Entf. Lj.  |
| ---- | --------- | --------- | ---- | ----------- | ---- | ------------- | ------------ | ---------- |
| 3935 | NGC 4849  | LenG      | Com  | 1,9′ × 1,4′ | 13,1 | 12h 58m 12,7s | +26° 23′ 48″ | 285 Mio.   |
| 3961 | NGC 4861  | BaSpiG    | CVn  | 1,0′ × 0,8′ | 13,5 | 12h 59m 00,4s | +34° 50′ 43″ | 48 Mio.    |
| 3974 | NGC 4947  | BaSpiG    | Cen  | 2,4′ × 1,2′ | 11,9 | 13h 05m 20,2s | −35° 20′ 14″ | 88 Mio.    |
| 3999 | NGC 4862  | BaSpiG    | Vir  | 1,1′ × 0,8′ | 14,2 | 12h 59m 30,8s | −14° 07′ 56″ |            |
| 4000 |           | Gal.      | CVn  | 1,3′ × 0,9′ | 15,3 | 12h 59m 36,6s | +39° 35′ 16″ | 1.550 Mio. |

## Legende
| Abkürzungen | Abkürzungen          | Abkürzungen | Abkürzungen            | Abkürzungen | Abkürzungen           |
| ----------- | -------------------- | ----------- | ---------------------- | ----------- | --------------------- |
| Objekttyp   | Objekttyp            | Objekttyp   | Objekttyp              | Objekttyp   | Objekttyp             |
| Gal.        | Galaxie allgemein    | SpiG        | Spiralgalaxie          | BaSpiG      | Balkenspiralgalaxie   |
| EllG        | Elliptische Galaxie  | LenG        | Lentikuläre Galaxie    | SeyG        | Seyfertgalaxie        |
| RaG         | Radiogalaxie         | ZwG         | Zwerggalaxie           | IrrG        | Irreguläre Galaxie    |
| OfSH        | Offener Sternhaufen  | KuSH        | Kugelsternhaufen       | SH          | Sternhaufen allgemein |
| St.         | Stern                | DS          | Doppelstern            | Ast.        | Asterismus            |
| VrS         | Veränderlicher Stern | VrDS        | Veränderl. Doppelstern | DuWo        | Dunkelwolke           |
| GNb         | Gasnebel allgemein   | PlNb        | Planetarischer Nebel   | EmNb        | Emissionsnebel        |
| ReNb        | Reflexionsnebel      | DiNb        | Diffuser Nebel         | SuNo        | Supernovaüberrest     |

Galaxien____Sternhaufen____  Sterne____ Nebel